# Callophisma viettei
Callophisma viettei là một loài bướm đêm trong họ Noctuidae.